# Alysiinae

Alysiinae — підродина паразитичних їздців з родини Braconidae надродини Ichneumonoidea підряду Стебельчаточеревцеві ряду Перетинчастокрилі.

## Ознаки
Мандибули 3-4-зубі, ніколи не доторкаються вершинами, часто бувають розведені в бік, їх вершини спрямовані назовні від їх поздовжньої осі (мандибули спрямовані назовні — унікальний ознака не тільки для браконід, але і для багатьох комах в цілому). 

## Біологія
Більшість видів — паразитоїди двокрилих (Diptera). 

## Класифікація
Одна з найбільших підродин браконід. Відомо більше 100 родів і близько 2000 видів. 